# Jivarus hubbelli
Jivarus hubbelli är en insektsart som beskrevs av Ronderos 1979. Jivarus hubbelli ingår i släktet Jivarus och familjen gräshoppor. Inga underarter finns listade i Catalogue of Life.